# Kąt pionowy
Kąt pionowy – kąt zawarty w płaszczyźnie pionowej między kierunkiem odniesienia a kierunkiem na dany punkt terenowy. 
Jeżeli kierunkiem odniesienia jest poziom, kąt pionowy wyznaczony w jego oparciu nazywa się kątem pochylenia. Jeżeli zaś kierunkiem odniesienia jest zenit, kąt pionowy wyznaczony w jego oparciu nazywa się kątem zenitalnym.
Kąt pionowy może być mierzony teodolitem lub tachimetrem.